# Heterospilus richardsi
Heterospilus richardsi är en stekelart som beskrevs av Marsh och Melo 1999. Heterospilus richardsi ingår i släktet Heterospilus och familjen bracksteklar. Inga underarter finns listade i Catalogue of Life.